# Valantia
Valantia, deutscher Trivialname Schuttkräuter, ist eine Pflanzengattung innerhalb der Familie der Rötegewächse (Rubiaceae).

## Beschreibung und Ökologie

### Vegetative Merkmale

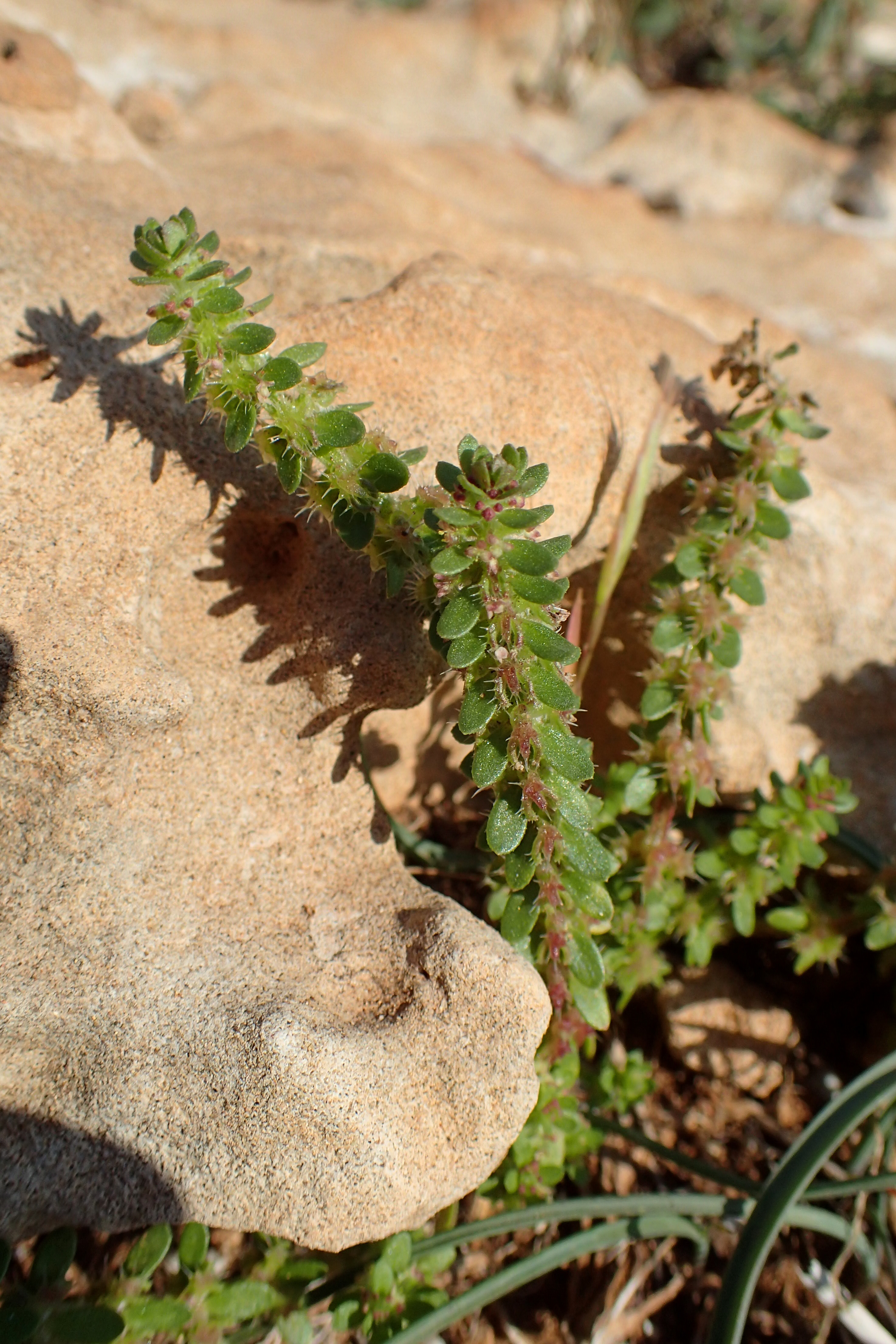
Steifhaariges Schuttkraut (Valantia hispida)

Valantia-Arten sind meistens einjährige krautige Pflanzen, die Wuchshöhen von bis zu 30 Zentimetern erreichen. Die aufrechten bis niederliegenden, manchmal verzweigten Stängel sind mehr oder weniger behaart, kantig und fleischig; sie sind manchmal rötlich überlaufen. Valantia-Arten bilden manchmal eine Pfahlwurzel aus.
Die wirtelig, meist zu dritt oder viert, angeordneten Laubblätter sind gestielt oder sitzend. Die einfachen, ganzrandigen, kleinen, fleischigen Blattspreiten sind elliptisch, eiförmig oder verkehrt-eiförmig mit gerundetem bis spitzem oder bespitztem oberen Ende. Die Blattspreiten sind kahl bis leicht behaart, bewimpert. Die Blattnervatur besteht aus einer gut sichtbaren Hauptader und sehr schwach ausgebildeten Seitenadern.

### Generative Merkmale

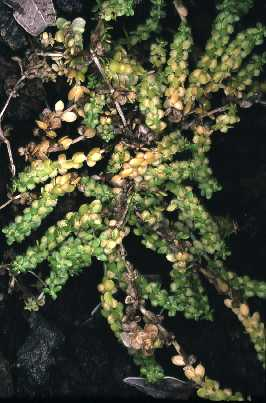
Linosa-Schuttkraut (Valantia calva)

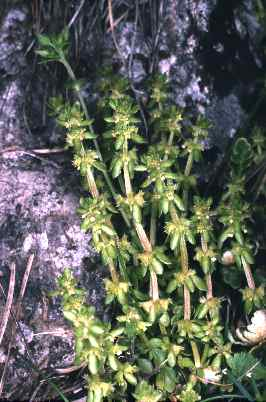
Valantia deltoidea

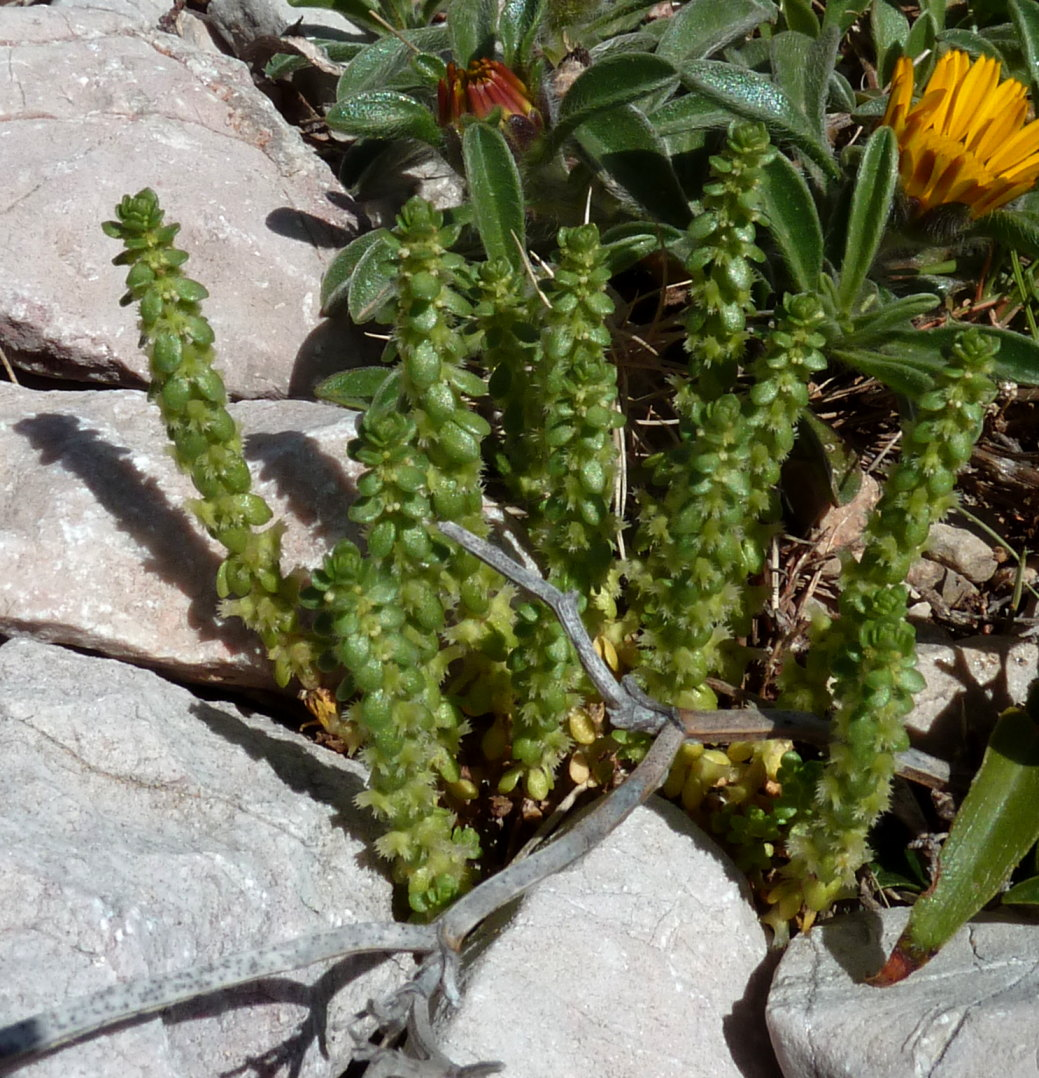
Mauer-Schuttkraut (Valantia muralis)

In seitenständigen, kurzen, zymösen Blütenständen stehen viele Blüten zusammen. Es können ebenso viele Tragblätter vorhanden sein. Die Blütenstiele sind kurz.
Die relativ kleinen, zwittrigen oder männlichen Blüten sind radiärsymmetrisch und drei- bis vierzählig. Es sind keine Kelchblätter vorhanden. Die drei oder vier kahlen, mehr oder weniger verwachsenen Kronblätter sind grünlich, gelb bis leicht rötlich. Es sind drei oder vier Staubblätter vorhanden, die alternitepal auf dem Perigon angewachsen sind. Die Pflanzenexemplare können protandrisch sein. Die männlichen Blüten sind seitlich neben den zwittrigen Blüten angeordnet. Bei den männlichen Blüten kann manchmal ein rudimentärer Fruchtknoten vorhanden sein.
Der unterständige, zweikammerige Fruchtknoten enthält zwei Samenanlagen. Die zwei Griffeläste enden in kopfigen Narben.
Die glatten bis papillösen und bei Reife bräunlichen bis schwärzlichen Teilfrüchte sind bei einem Durchmesser von 1 bis 2 Millimetern rundlich bis nierenförmigen. Es wird oft nur eine Teilfrucht ausgebildet, die Früchte können aber auch zwei beinhalten. Bei den Teilfrüchten können Raphide (weißliche, nadelförmige Calciumoxalatkristalle) in der Hilumregion vorhanden sein. Das zusammengepresste Perikarp ist ledrig. Die Samen sind rundlich.
Die Früchte sind ganz oder teilweise, von einem glatten bis mehr oder weniger borstigen, oder auch mit hakigen Auswüchsen versehenen, auch hornigen oder selten geschnäbelten, eng bis leicht anliegenden „Fruchtkorpus“ bedeckt, der aus der Verschmelzung des sich vergrößernden Blütenstandsstiels mit den Blütenstielen entsteht. Der „Fruchtkorpus“ ist grünlich, gelblich bis rötlich mit weißlichen bis gelblichen Haaren, Borsten oder Fortsätzen. Die Diasporen sind epichor oder selten anemochor; es liegt meistens Autogamie, selten aber auch Allogamie vor.
Die Chromosomenzahl beträgt 2n = 18, 22, 36 oder 40.

## Systematik und Verbreitung
Die Gattung Valantia wurde durch Carl von Linné aufgestellt. Der Gattungsname Valantia ehrt den französischen Arzt und Botaniker Sébastien Vaillant (1669–1722). Synonyme für Valantia L. sind: Meionandra Gauba, Vaillantia Hoffm. orth. var.
Die Gattung Valantia gehört zur Tribus Rubieae in der Unterfamilie Rubioideae innerhalb der Rubiaceae.
Die Gattung Valantia umfasst sieben Arten, die hauptsächlich im Mittelmeerraum verbreitet sind, sie erreichen aber auch das Makaronesische und Irano-Turanisches Florengebiet:
- Großes Schuttkraut (Valantia aprica (Sm.) Boiss. & Heldr.): Es kommt vom südlichen Albanien bis zum westlichen und südlichen Griechenland und auf Kreta vor.[6]
- Linosa-Schuttkraut (Valantia calva Brullo): Es kommt nur auf der Insel Linosa vor.[6]
- Valantia columella (Ehrenb. ex Boiss.) Bald.: Sie kommt in Ägypten und im nördlichen Libyen vor.[6]
- Valantia deltoidea Brullo: Sie kommt nur auf der Rocca Busambra im nördlichen Sizilien vor.[6]
- Steifhaariges Schuttkraut (Valantia hispida L.): Es kommt in zwei Varietäten auf den Kanarischen Inseln und vom Mittelmeergebiet bis Westasien und bis zum nordöstlichen tropischen Afrika vor.[6]
- Valantia lainzii Devesa & Ortega Oliv.: Sie kommt nur im südlichen Spanien vor.[6]
- Mauer-Schuttkraut (Valantia muralis L.): Es kommt in zwei Varietäten im Mittelmeergebiet vor.[6]